# Хадж-Мусса, Анис
Анис Хадж-Мусса (араб. زين الدين بلعيد‎; род. 11 февраля 2002, Париж) — алжирский футболист, нападающий клуба «Фейеноорд» и сборной Алжира.

## Клубная карьера
Хадж-Мусса — воспитанник клубов «Торси», «Монтфемель» и «Ланс». В 2021 году он дебютировал за дублирующий состав последних. В 2022 году Анис покинул Францию и выступал за «Олимпик Шарлеруа». В 2023 году Хадж-Мусса перешёл в «Патро Эйсден Масмехелен». 12 августа в матче против «Дейнзе» он дебютировал в Челленджер Про Лига. 24 ноября в поединке против «Ломмела» Анис забил свой первый гол за «Патро Эйсден». В начале 2024 года Хадж-Мусса на правах аренды перешёл в нидерландский «Витесс». 4 февраля в матче против «Гоу Эхед Иглз» он дебютировал в Эредивизи. 16 марта в поединке против «Алмере Сити» Анис забил свой первый гол за «Витесс».
3 апреля 2024 года подписал пятилетний контракт с «Фейеноордом». 10 августа дебютировал за клуб в Эредивизи в домашнем матче против «Виллема II», заменив на 61-й минуте Луку Иванушеца.

## Международная карьера
22 марта 2024 года в товарищеском матче против сборной Боливии Хадж-Мусса дебютировал за сборную Алжира.

## Достижения
«Фейеноорд»
- Обладатель Суперкубка Нидерландов: 2024